# Leptogastrinae
Sous-famille
Les Leptogastrinae, ou Leptogastrinés, sont une des sous-familles d'insectes diptères prédateurs de la famille des Asilidae (ou mouches à toison).

## Liste des genres
Selon BioLib (25 juin 2025) :
- genre Ammophilomima Enderlein, 1914
- genre Apachekolos Martin, 1957
- genre Beameromyia Martin, 1957
- genre Dolichoscius Janssens, 1954
- genre Eurhabdus Aldrich, 1923
- genre Euscelidia Westwood, 1849
- genre Lagynogaster Hermann, 1917
- genre Lasiocnemus Loew, 1851
- genre Leptogaster Meigen, 1803
- genre Leptopteromyia Williston, 1907
- genre Lobus Martin, 1972
- genre Mesoleptogaster Frey, 1937
- genre Ophionomima Enderlein, 1914
- genre Psilonyx Aldrich, 1923
- genre Schildia Aldrich, 1923
- genre Sinopsilonyx Hsia, 1949
- genre Systellogaster Hermann, 1926
- genre Tipulogaster Cockerell, 1913

## Publication originale
- J. Rudolph Schiner, Fauna Austriaca: die Fliegen (Diptera) (œuvre littéraire), 1862, [lire en ligne].